# Nagelstein (Menhir)
Als Nagelstein wird ein Menhir bezeichnet, in den – bis in die Zeit des Mittelalters – Nägel aus Eisen eingeschlagen wurden. Zum Teil wurden als kultische Handlung während starken Regens oder Gewitter Nägel eingeschlagen. Ferner waren Nägel auch von Beschuldigten im Rahmen eines Gottesurteils einzuschlagen (vergleiche auch Bauernstein). Ähnlich wie bei Rillensteinen gelten die Bräuche, die zu diesen Aktivitäten führten, noch nicht als vollends erforscht.

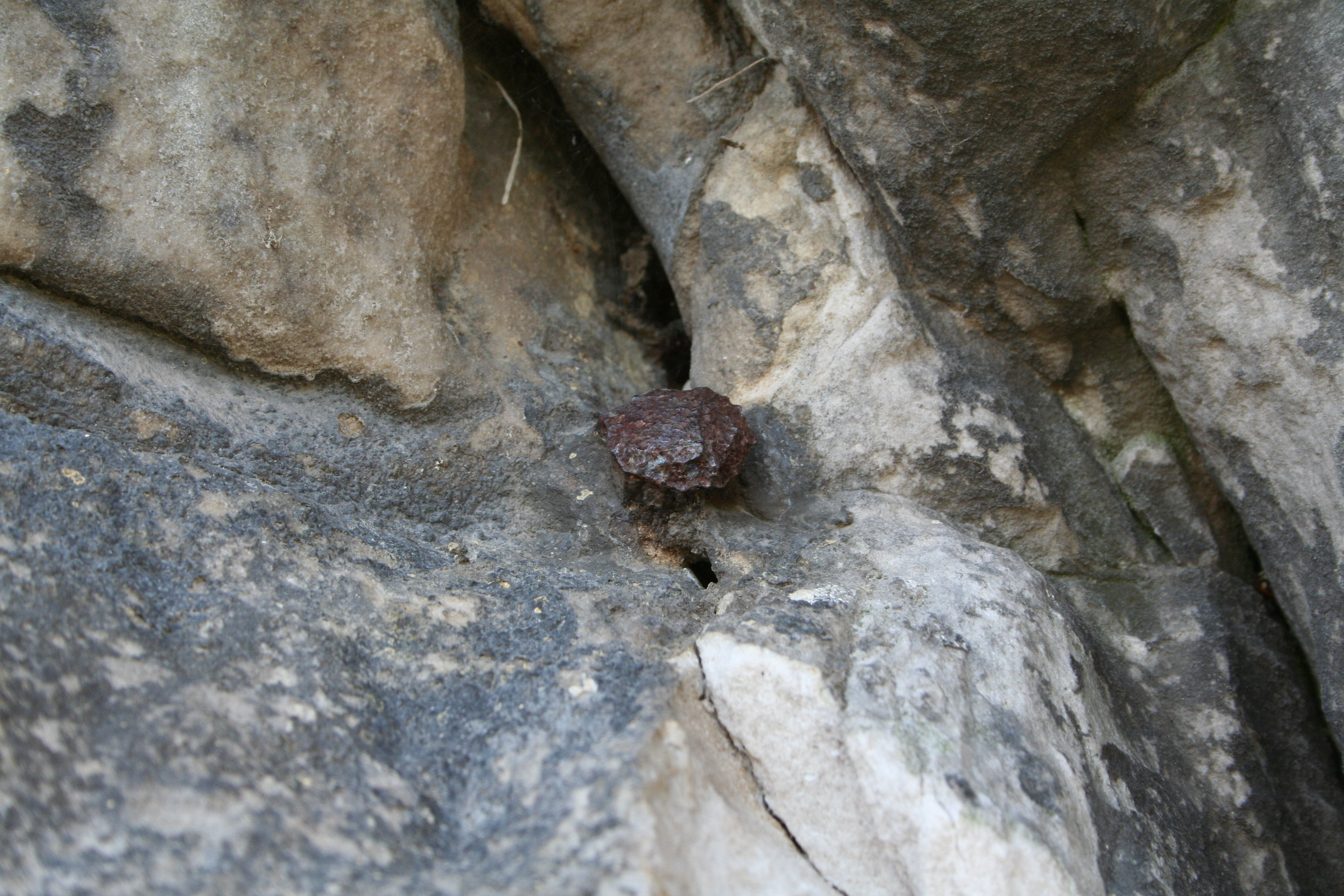
Nagel 1m Menhir Steinerne Jungfrau

## Hintergrund
Die als Nagelsteine verwendeten Steinblöcke bestehen aus porösen Gesteinssorten. Von dem Ermslebener Nagelstein heißt es, dass er kleine Röhrchen besaß, die mit Ton und Sand gefüllt waren, welcher dann bei längerem Regen weich wurde, so dass das Einschlagen der Nägel leichter möglich war. Für das 19. Jahrhundert ist dieser Brauch noch für den Steinberg bei Erdeborn/Aseleben belegt, wo ein Lehrer mit Schülern Hufnägel in Steinblöcke einschlug. Hier – wie auch in anderen Berichten dieser Zeit – wird darin nur noch eine Art Zeitvertreib und Übung gesehen. So heißt es im Jahr 1828 zu Krimpe, das Einhauen der Steine sei bloße Spielerei müßiger Knechte oder Hirten und die Speckseite wurde zum Prüfstein für Handwerksgesellen, die nach der Prüfung hier mit dem Nageleinhämmern ihr Können beweisen mussten. Auch umherziehende Schmiede- und Zimmermannsgesellen sollen im 19. Jahrhundert auf diese Art glückliches Gelingen bevorstehender Aufgaben erhofft haben.
Aufgrund des Zusammenhangs mit Gewittern und prähistorischen Steinen wird ein Donar-Bezug vermutet. Auch sollen die Nägel mit Hämmern eingeschlagen worden sein, die Donar geweiht waren. Neben dem dadurch erzielten Gottesurteil in Streitfragen wurde auch versucht, damit die Heilung von Krankheiten zu erreichen, indem diese in den Stein gebannt wurde.

## Verbreitung

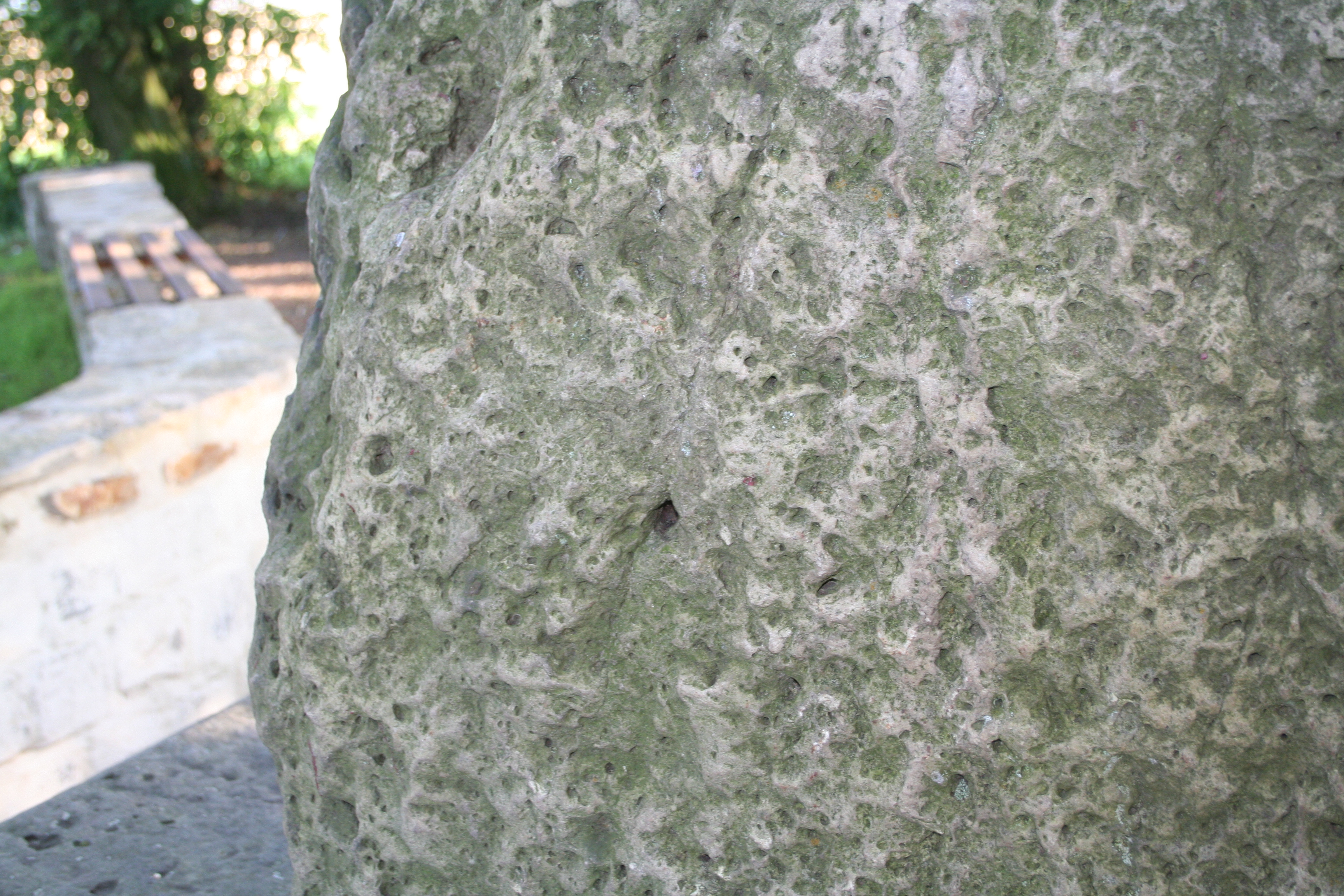
Gerbstedt: Einschlaglöcher

Laut Hermann Größler (1896), der sich auf Aussagen Alfred Kirchhoffs bezieht, gibt es in Mitteldeutschland südlich von Apolda keine Nagelsteine. Zudem sollen sie in Thüringen generell seltener sein. Es wird vermutet, dass das vorhandene Steinmaterial (Kohlensandsteine, Braunkohlenquarzite) ein wesentlicher Einflussfaktor für die Verbreitung darstellt, denn der poröse Charakter ermöglicht überhaupt erst das Einschlagen von Nägeln. Zudem gibt es Vermutungen über einen Zusammenhang mit dem Siedlungsgebiet der Angeln und Warnen.
bestehende Nagelsteine
- Aschersleben: Speckseite[15]
- Dölau: Steinerne Jungfrau[16]
- Einzingen: Bauernstein[17]
- Ermsleben: Nagelstein[18]
- Gerbstedt: Löchriger Stein[19]
- Hettstedt: Der verworrene Stein[20]
- Krimpe: Viersteine (über 100 Nägel)[21]
- Morl: Menhir
- Räther: Menhir
- Sangerhausen: Menhire[22]
- Teicha: zwei wohl namenlose Steine beim Portal der Dorfkirche von Teicha[1][23]
- Wethau: Menhire

verschwundene Nagelsteine
- Hohenedlau: Stein am Schulzenhof am östlichen Ortsausgang[24][25]
- Naumburg: Holzmarkt (zwei Steine, einer 1881 nach Berlin verkauft, der andere mit 40 Nägeln)[26]
- Schraplau: Kutschstein[27]

vermutete Nagelsteine
- Welfesholz: Feldpredigerstein
- Zerbst: Teufelstein